# Elefantmannen (film)
Elefantmannen (originaltitel: The Elephant Man) är en amerikansk biografisk dramafilm från 1980 i regi av David Lynch. Filmen handlar om den verklige personen Joseph Merrick (i filmen kallad John Merrick), som levde i London under 1800-talet och kallades "Elefantmannen" på grund av sitt utseende.
Filmens manus, som skrevs av Christopher De Vore, Eric Bergren och David Lynch, är baserat på Frederick Treves bok The Elephant Man and Other Reminiscences, Ashley Montagus bok The Elephant Man: A Study in Human Dignity samt en pjäs av manuskript-trion. Filmen spelades in i svartvitt.

## Handling
En svårt deformerad men djupt sympatisk man, John Merrick (John Hurt), som under 1800-talet tvingas tillbringa uppväxten som förnedrad cirkusattraktion får senare ett mer värdigt liv när han tas omhand av den framstående engelske läkaren doktor Frederick Treves (Anthony Hopkins).

## Rollista
| John Hurt       | – John Merrick             |
| Anthony Hopkins | – Doktor Frederick Treves  |
| Anne Bancroft   | – Madge Kendal             |
| John Gielgud    | – Dr Francis Carr-Gomm     |
| Wendy Hiller    | – Mrs Mothershead          |
| Freddie Jones   | – Mr. Bytes                |
| Dexter Fletcher | – Mr. Bytes pojke          |
| Michael Elphick | – Nattportieren            |
| Hannah Gordon   | – Ann Treves               |
| Helen Ryan      | – kronprinsessan Alexandra |
| John Standing   | – Fox                      |
| Lesley Dunlop   | – Nora                     |
| Phoebe Nicholls | – Mary Jane Merrick        |

## Om filmen
- Filmen är inspelad i studio i Wembley och Shepperton, Surrey.
- Elefantmannens smink tog tolv timmar att göra varje gång det skulle läggas på.
- Regissören och skådespelaren Mel Brooks var exekutiv producent, men stod inte med i eftertexterna.[4]
- Filmen hade premiär i USA den 3 oktober 1980.
- Den svenska premiären var den 23 februari 1981 och den är tillåten från 15 år.

## Musik i filmen
- Adagio for strings - Samuel Barber

## Utmärkelser
Filmen var nominerad till åtta Oscars 1981, men fick inte en enda.
- 1980 - British Society of Cinematographers - Bästa cineografi, Freddie Francis
- 1981 - Avoriaz Fantastic Film Festival - Grand Prize, David Lynch
- 1981 - BAFTA Award - Bästa skådespelare, John Hurt
- 1981 - BAFTA Award - Bästa film, Jonathan Sanger
- 1981 - BAFTA Award - Bästa produktion, Stuart Craig
- 1982 - César - Bästa utländska film, David Lynch
- 1982 - French Syndicate of Cinema Critics - Critics Award - Bästa utländska film, David Lynch
- 1982 - London Critics Circle Film Awards - Specialpris för cinematografi, Freddie Francis